# Râul Poiana, Lotrișoara Mare
Râul Poiana este un curs de apă, afluent al râului Lotrișoara Mare. 

## Hărți
- Hărta Munților Lotrului  Arhivat în 6 mai 2008, la Wayback Machine.
- Harta județului Sibiu